# 2019年帝吧出征事件
自2019年3月至今，发生在香港的反修例风波愈演愈烈。来自中华人民共和国的部分帝吧网友自愿翻墙到Twitter、Facebook等社交媒体发表自己的声音。

## 過程
2019年7月21日，元朗襲擊事件爆發。百度貼吧帝吧發起「反對暴力亂港、守護一國兩制」出征行動，號召網民於23日翻牆到Facebook洗版，但未透露行動對象，而各大粉絲群教授註冊臉書帳戶的方法。第一輪行動提前到22日，當晚八時香港民族陣綫及民間人權陣線的Facebook頁面充滿簡體字留言，內容包括香港《基本法》第18條、「支持香港警察」、「感謝香港人」、「一個中國是共同願望、一國兩制是明確目標」，以及中國特色的「表情包」貼圖。之後，帝吧宣佈明晚將登陸反送中示威者聚集的連登討論區。
但由於中國網絡實名制下隱私容易被洩露，行动不久后，帝吧的主要人员突然被人鉅细无遗地起底，当中包括其照片、住址、电话號码及银行户口，其资料甚至被人以此替其以「伊斯蘭信仰」身份报名参加解放军志愿役至「艱苦地區部隊」，导致帝吧以「不破坏香港人民群眾正常生活秩序」为由而叫停行动，同时取消7月23日的“出征”，帝吧官方微博的编辑更表示不再负责更新微博。帝吧吧主於7月22日在百度发表公告，声称新浪微博上的帝吧官方號与其无关，並呼吁支持者理性地表达意见。及后於7月24日，帝吧新浪微博官方表示为保护各人的人身安全，正式宣佈解散集团军粉丝群，并表示所有支持香港警察和何君堯的言論與此吧無關。7月25日，《人民日報》海外版旗下微博賬號「俠客島」在微博發文《帝吧出征遭港獨份子人肉：20名管理全部被請“喝茶”》，並附上轉發語“出師未捷身先死”和帶嘲諷的“捂臉笑”表情（後轉發語修改並去掉表情），該文章其後被刪除。